# Єллоустон (річка)
Єллоустон (англ. Yellowstone) — річка на Північному Заході США, правий приплив Міссурі (вважається основною притокою верхнього Міссурі). Довжина складає 1114 кілометрів, площа водозбірного басейну — 181 299 км, а середня витрата води — 390 м / с.
Річка бере початок і протікає (у верхній течії) у Скелястих горах. Також протікає територією штатів Монтана, Вайомінг і Північна Дакота, у тому числі територією Єллоустонського національного парку. Це найдовша річка, на якій немає гребель у цьому районі. У верхній течії утворює каньйони до 360 м завглибшки, наприклад, Великий Єллоустонський каньйон і водоспади до 94 м заввишки, наприклад, Єллоустонські водоспади. У середній та нижній течії — спокійна рівнинна річка. Харчування в горах снігове та дощове. Весняно-літня повінь. У штаті Монтана річка широко використовується для зрошення.

## Етимологія

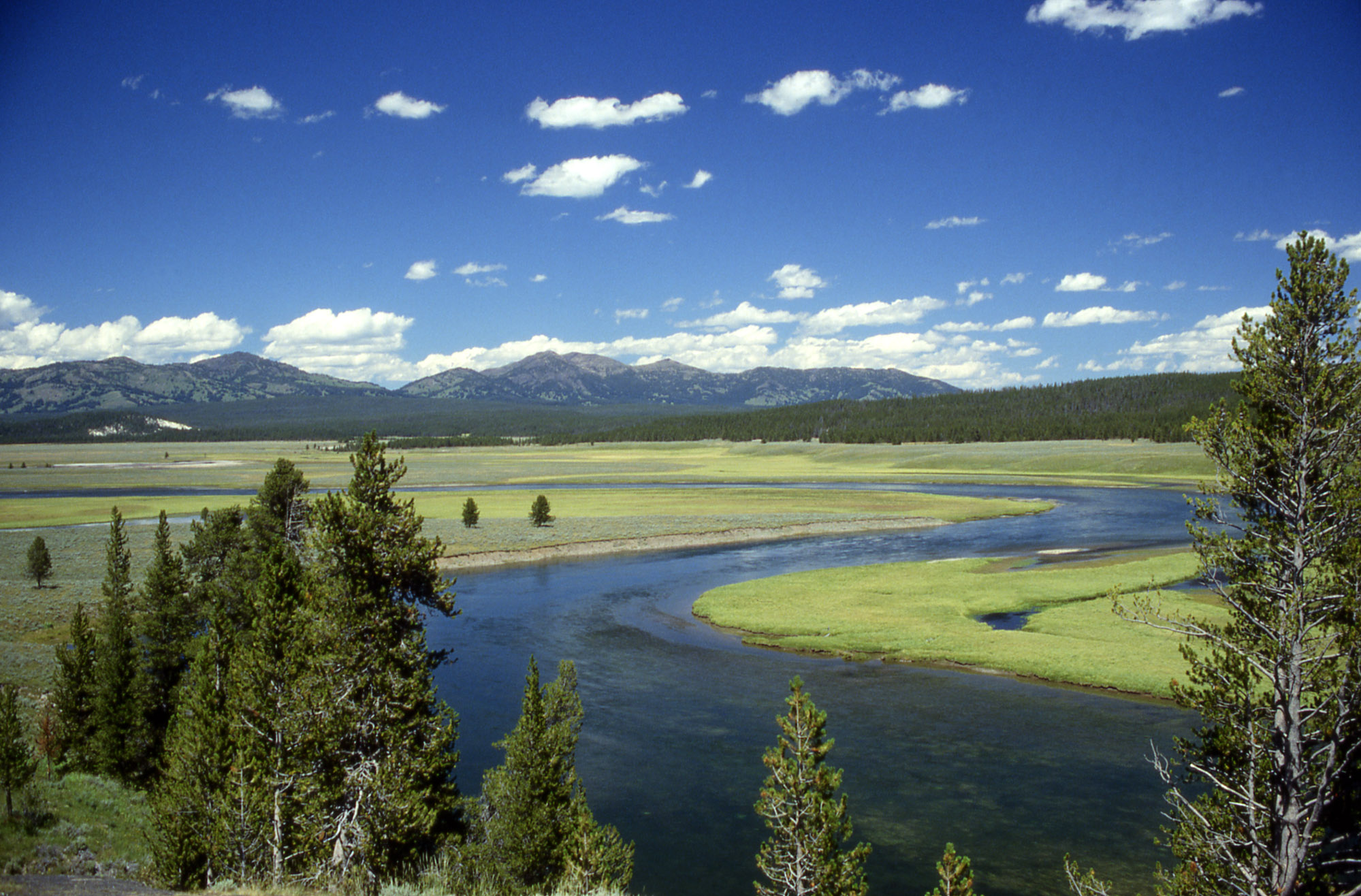
Єллоустон у Вайомінгу

Сучасна назваангл. Yellowstone, «жовтокам'яна» (англ. yellow — «жовтий»,англ. stone — «камінь»), утворено калькуванням більш ранньої французької назви річки Рошжон, фр. Roche Jaune, — «жовтоскальна» (фр. roche — «скеля», фр. jaune — «жовтий»), а воно, у свою чергу, калька індіанського «nissi-a-dazi» — «річка жовтого каміння», присвоєне за колір скелястих урвищ у каньйоні цієї річки. Від назви річки утворено назву відомого Єллоустонського національного парку. Народ кроу називав річку — Вапіті.

## Басейн
Басейн річки та її приток охоплює широку область, що тягнеться від Єллоустонського національного парку до гір і високих рівнин південної Монтани та північного Вайомінгу. Найважливіші притоки — Бігхорн, Розбад-Крік, Тонг, Паудер, О'Фаллон-Крік (праві).

## Розливи нафти

### 2011 рік
1 липня 2011 року, приблизно о 10:40 вечора, за 16 кілометрів на захід від Біллінгса (Монтана), стався розрив трубопроводу компанії " ExxonMobil ", внаслідок чого протягом 56 хвилин в річку Йеллоустон вилилося близько 1500 барелів нафти, перш ніж у вдалося усунути. Як запобіжні заходи перед можливістю вибуху, влада міста Лорел близько півночі евакуювала близько 140 осіб, давши їм повернутися в свої будинки о 4 годині ранку. Губернатор Монтани Брайан Швейцер заявив, що «відповідальні сторони відновлять річку Єллоустон». Компанії з боку штату та федерального уряду було виписано штрафи у розмірі до $3,4 млн за відшкодування збитків за збитки, заподіяні птахам, рибам та природним ресурсам. У компанії заявили, що витратили $ 135 млн на ліквідацію розливу нафти.

### 2015 рік
17 січня 2015 року, о 10 годині ранку, за 235 миль від Глендайву, стався розрив трубопроводу компанії «Bridger Pipeline Co.», яка перекрила його об 11 годині ранку у спробі запобігти небезпеці для навколишнього середовища. У компанії заявили, що в річку вилилося від 300 до 1,200 барелів нафти, а державні чиновники сказали, що близько 50 тисяч американських галонів (190 000 л; 42000 imp gal). Проби, взяті за течією нижче за місто, показали підвищений вміст летких токсичних сполук, у тому числі бензолу — речовини, яка може викликати рак, виявленого приблизно в кількості десяти-п'ятнадцяти частин на мільярд , . В Агентстві з охорони навколишнього середовища США зазначили, що «все, що вище за п'ять частин на мільярд, вважається довгостроковим ризиком». 23 січня на водоочисній станції Глендайва почалася дезактивація, тоді як міські чиновники заявили, що водопровідна вода є безпечною для вживання.